# Савченко, Николай Николаевич
Николай Николаевич Савченко (1 ноября 1972, Ленинград) — священник Русской православной церкви, клирик Троице-Сергиевой пустыни в Стрельне, публицист, автор статей по истории России в XX веке.

## Биография
Родился 1 ноября 1972 года в Ленинграде. Его предки по отцу были из Николаевской области.
В 1996 году окончил Санкт-Петербургский политехнический университет Петра Великого, по направлению «техническая кибернетика».
В 1990-е годы принадлежал к приходу РПЦЗ в России, входил в редсовет православного журнала «Вертоградъ», известного своим весьма критичным отношением к Московскому Патриархату.
19 сентября 2000 года епископом Михаилом (Донсковым) был рукоположён в сан диакона.
17 декабря 2003 года включён в состав новообразованной комиссии РПЦЗ по диалогу с Русской Православной Церковью в качестве консультанта.
1 февраля 2004 года тем же епископом был рукоположён в сан священника.
В мае 2006 года был участником IV Всезарубежного собора в Сан-Франциско, где выступил с докладом, в котором подробно изложил историю преодоления церковных разделений, приводя примеры из Ветхого и Нового Заветов, истории ранней Церкви и Церкви Византийской. Он указывает, что вопрос церковного единства должен стоять выше личных интересов. Разделение несёт за собой грех и поэтому православным должна быть свойственна любовь к примирению. В церковной истории имеются примеры святых, которые во избежание разделения принимали унижение.
Вошёл в «Ассоциацию православных экспертов», возглавляемую публицистом Кириллом Фроловым.
После Подписания Акта о каноническом общении в мае 2007 года перешёл в клир Санкт-Петербургской епархии Русской Православной Церкви.
С сентября 2008 по июль 2010 года исполнял обязанности настоятеля храма Успения Пресвятой Богородицы в Лондоне. В 2010 году власти отказались продлить ему вид на жительство в Великобритании после истечения срока действия соответствующего документа
Затем служил в подворье Русской Зарубежной Церкви в Санкт-Петербурге. В том же году сопровождал по российским епархиям Курско-Коренную икону Божией Матери — главную святыню Русского Зарубежья.
В 2012 году переведён в клир Санкт-Петербургской митрополии и назначен клириком храма Преображения Господня в Лесном.
15 апреля 2012 года организацией «Российский императорский дом» награждён медалью ордена Святой Анны. Грамота вручена и медаль лично возложена Марией Владимировной Романовой после молебна в Великокняжеской усыпальнице Петропавловского собора в Петербурге 24 апреля 2012 года.
В мае 2014 года переведён в Троицкий монастырь в пригороде Санкт-Петербурга, без священнической зарплаты.
22 февраля 2015 года отслужил литию в память о воинах Добровольческой армии, погибших в Ледяном походе, годовщина начала которого отмечается в те дни.
Получал угрозы от членов Санкт-Петербургской ячейки движения «Народный собор». 8 февраля 2015 года несколько человек во главе с лидером Санкт-Петербургского отделения движения Анатолием Артюхом пришли к нему на службу в Троице-Сергиеву Пустынь под Петербургом и начали угрожать.
23 марта 2025 года в Петербурге на 14 суток арестован за фото 2014 года с украинским флагом в руках на Невском проспекте 

## Публикации
- Богословское собеседование МП с Епископальной церковью. // Православная Русь. 1997. — № 18 (1591).
- О каноническом преемстве церковной власти в России и за границей от митрополита Крутицкого Петра († 1937 г.). // Православная Русь. 1997. — № 23 (1596).
- Отношения Русской Православной Церкви и властей в 20-30-е годы, 4 августа 2002
- Церковь в России и ВСЦ Вступительное слово за круглым столом на тему экуменизма. Всезарубежное пастырское совещание г. Наяк, 8-12 декабря 2003
- Церковь в России и «Всемирный Совет Церквей» // Православная Русь. 2004. — № 2 (1743).
- «Восстановление евхаристического общения и преодоление разделений в церковной истории» // ruskline.ru, 10.05.2006
- Сталин и Союз воинствующих безбожников // ruskline.ru, 1 марта 2011
- Внешнеполитический контекст Архиерейского собора 1943 года и выборов патриарха Сергия // beloedelo.ru, 14 октября 2013
- Настоящая цена войны // Демографическое обозрение. 2015. — № 1. — C. 166—174.